# Paul-Gilbert Langevin
Paul-Gilbert Langevin (n. 5 iulie 1933, Boulogne-Billancourt, Franța – d. 4 iulie 1986, Paris, Île-de-France, Franța) a fost un muzicolog francez.

## Biografie
Paul-Gilbert Langevin este fiul fizicianului francez Paul Langevin (1872-1946) și al Élianei Montel (1898-1992), asistentă calificată la Facultatea de Științe a Universității din Paris.
Paul-Gilbert Langevin a fost elev la École supérieure de physique et de chimie industrielles de la ville de Paris („Școala superioară de fizică și chimie industrială a orașului Paris”), al cărei director fusese tatăl său din 1925 la 1946. Apoi își completează formația sa științifică la Sorbona și la Université Pierre-et-Marie-Curie („Universitatea Pierre-et-Marie-Curie”), obținând o diplomă de studii superioare în chimie fizică sub conducerea științifică a lui René Freymann, care a devenit unul din prietenii săi. Este de asemenea prieten cu fizicianul Herbert Überall, care și-a susținut teza sub conducerea lui Hans Bethe, și cu soția lui.
Dar muzica clasică este cea care devine foarte rapid pasiunea sa, mai ales în urma audiției radiofonice a simfoniilor lui Anton Bruckner în timpul adolescenței și a întâlnirii cu tânărul dirijor-minune Roberto Benzi. După formația sa științifică, decide să susțină o teză la Université de Vincennes (Universitatea din Vincennes) asupra muzicii austriece din secolul al XIX-lea și în particular asupra celei a lui Anton Bruckner și a perioadei pe care el o califică drept ethnoromantisme (etnoromantism).
Paul-Gilbert Langevin conduce atunci simultan o carieră de fizician, fiind profesor asistent la Sorbona, apoi la Université Pierre-et-Marie-Curie (Universitatea Pierre-et-Marie-Curie), creată în anii 1960, și o carieră de muzicolog. El întâlnește în această perioadă pe cei care vor fi colegii săi obișnuiți : Harry Halbreich, Gustave Kars, Jacques Feschotte, Pierre Vidal, Marc Vignal, Jean-Luc Caron...
Devine de asemenea prieten cu dirijorul Eric-Paul Stekel, fiu al marelui psihanalist Wilhelm Stekel precum și cu un alt dirijor, Florian Hollard, fiul marelui rezistent Michel Hollard. De altfel, este prieten din copilărie cu Luce Eekman, fiica pictorului Nicolas Eekman. Este de asemenea apropiat de socialistul Louis Mermaz, unul din camarazii săi de liceu, și de radical-socialistul Pierre Mendès France.
Paul-Gilbert Langevin creează Société française Anton-Bruckner (Societatea franceză Anton-Bruckner), scrie numeroase lucrări asupra muzicii clasice din secolul XIX, editate în Revista muzicală (La Revue musicale) sau la editura Vârsta de bărbat (L'Âge d'Homme) și este de asemenea activ ca critic muzical în numeroase reviste, între care Lumea Muzicii (Le Monde de la musique), condusă de colega sa Anne Rey.
începând cu anii 1950, se pasionează pentru muzica timpului său și scrie cărți, monografii și articole cu privire la Anton Bruckner, Franz Schubert, Guillaume Lekeu, Albéric Magnard, Joseph-Guy Ropartz et Charles Koechlin, dar se interesează de asemenea de muzica lui Hugo Wolf, Gustav Mahler, Arnold Schoenberg, Franz Schmidt, Ferruccio Busoni, Leoš Janáček sau Carl Nielsen.
Cum nepoata sa (de frate vitreg - Jean Langevin) Noémie Langevin s-a căsătorit cu Yves Koechlin, fiul compozitorului Charles Koechlin, el îi vizitează în mod regulat și profită de aceasta pentru a lucra asupra operei compozitorului, cu privire la care redactează studii precum și cataloage detaliate.
În anii 1970, se căsătorește cu Anne-Marie Desbat. Devine tatăl a doi copii, Paul-Éric Langevin, diplomat în matematică și în lingvistică, născut în 1979, și Isabelle Langevin, kinetoterapeută, născută în 1983.
Atins de un cancer renal, moare la 4 iulie 1986.

## Publicații științifice
- Étude par résonance magnétique nucléaire d'actions intermoléculaires/Studiu prin rezonanță magnetică nucleară al unor acțiuni intermoleculare, Université Paris-VI, 1972

## Lucrări de muzicologie
- Le Siècle de Bruckner/Secolul lui Bruckner, La Revue musicale, N°298/299, 1975[20]. ISSN 0768-1593
- Anton Bruckner, apogée de la symphonie/Anton Bruckner, apogeul simfoniei, L'Âge d'Homme, 1977. ISBN: 978-2-8251-0880-2
- Musiciens de France, la génération des grands symphonistes/Muzicieni ai Franței, generația marilor simfoniști, La Revue musicale, N°324/326, 1979. ISSN 0768-1593
- Anton Bruckner et l'ethnoromantisme autrichien/Anton Bruckner și etnoromantismul austriac, teză de doctorat de Stat în litere, 1980.
- Franz Schubert et la symphonie, éléments d'une nouvelle perspective/Franz Schubert și simfonia, elemente ale unei noi perspective, La Revue musicale, N°388/390, 1982. ISSN 0768-1593
- Musiciens d'Europe, figures du renouveau ethnoromantique/Muzicieni ai Europei, figuri ai renoirii etnoromantice, La Revue musicale, N°355/357, 1986. ISSN 0768-1593

## Diverse
- Poèmes d'enfance et de jeunesse 1946-1966/Poeme de copilărie și de tinerețe 1946-1966[21]
- Symphonie transfigurée, récit dramatique en quatre mouvements et deux époques/Simfonia transfigurată, povestire dramatică în patru mișcări și două epoci, 1966-1968.